# Leon Stobiecki
Leon Stobiecki (ur. 1 marca 1933 w Sulejowie k. Piotrkowa Trybunalskiego; zm. 9 maja 2019 w Gdańsku) – działacz Wolnych Związków Zawodowych Wybrzeża i NSZZ „Solidarność”, współorganizator strajków robotniczych w 1970 i 1980 w Gdańsku, uczestnik opozycji antykomunistycznej.
W 1940 wraz z rodziną został wywieziony na przymusowe roboty do Niemiec. W 1945 powrócił do Polski, uzyskał wykształcenie w zawodzie ślusarza. Pracował w różnych zakładach przemysłowych w Gdańsku. W grudniu 1970 współorganizował strajk w Stoczni im. Bohaterów Westerplatte w Gdańsku (oddziale Stoczni Marynarki Wojennej w Gdyni), będąc członkiem Komitetu Strajkowego i uczestnikiem ulicznych demonstracji robotniczych. W 1978 podjął współpracę z Wolnymi Związkami Zawodowymi Wybrzeża. Działał jako drukarz i kolporter m.in. „Robotnika Wybrzeża”. W sierpniu 1980 współorganizował strajk w Stoczni Marynarki Wojennej, został delegatem do Międzyzakładowego Komitetu Strajkowego w Stoczni Gdańskiej im. Lenina. Miesiąc później wstąpił do tworzącej się „Solidarności”. Od listopada tegoż roku pełnił funkcję wiceprzewodniczący Krajowej Komisji Koordynacyjnej „Solidarność” Pracowników Cywilnych MON i MSW; a od grudnia przewodniczącego Komisji Zakładowej w Stoczni Marynarki Wojennej.
13 grudnia 1981 został internowany w Ośrodku Odosobnienia w Strzebielinku, z którego wyszedł dopiero w grudniu następnego roku. Został pobity pod własnym domem przez „nieznanych sprawców”. Był inwigilowany przez Służbę Bezpieczeństwa. Przeszedł na rentę, a następnie na emeryturę. W wolnej Polsce był zwolennikiem lustracji i krytykiem Lecha Wałęsy, z którym wcześniej współpracował w Wolnych Związkach. Pochowany został na gdańskim cmentarzu w Nowym Porcie.

## Odznaczenia
- Krzyż Komandorski Orderu Odrodzenia Polski (2006)
- Krzyż Wolności i Solidarności (2015).